# 梶川茂司
梶川 茂司（かじかわ しげじ、1951年2月16日 - ）は日本の実業家。元東芝ソリューション取締役社長。和歌山県出身。

## 経歴
- 東京都に生まれる。趣味はミニカーの収集。[2]
- 和歌山県立桐蔭高等学校卒業
- 1973年 - 早稲田大学理工学部機械学科卒業後、東京芝浦電気（現東芝）入社
- 1999年 - コンピュータネットワーク企画担当グループ長
- 2003年 - プラットフォームソリューション事業部事業部長、10月、東芝ソリューション執行役員に就任
- 2004年 - 東芝ソリューション取締役就任
- 2005年6月 - 同社取締役社長就任[3]
- 2010年6月 - 東芝情報システム社長。
- 2011年1月 - 同社退任[4]。